# Бронхиектазије
Бронхиектазијe су хронична болест плућа коју карактерише трајна абнормална дилатација и уништавање еластичних и мишићних структура зидова главних бронхија и бронхиола. Болест се може јавити у три облика, као: цилиндрични (фусиформни), варикозни и сакрални (цистични). Болест подједнако погађа људе оба пола и свих узраста.

## Клиничка слика
Симптоми бронхиектазије обично укључују кашаљ који је продуктиван честим зеленим или жутим испљувком који траје месецима до годинама.  Остали уобичајени симптоми укључују отежано дисање, пискање (звиждање током дисања) и бол у грудима. Појава погоршања симптома,  егзацербација, чешће се јавља код узнапредовале или тешке болести.
Системски симптоми, укључујући грозницу,  ноћно знојење, умор и губитак телесне тежине.
Бронхиектазије се такође могу манифестовати искашљавањем крви у одсуству спутума, што се назива "сува бронхиектазија".
Егзацербације код бронхиектазија се манифестују као погоршање кашља, повећање запремине спутума или задебљања конзистенције у трајању од најмање 48 сати, погоршање кратког даха (отежано дисање), погоршање нетолеранције на вежбање, повећан умор или малаксалост и развој хемоптизе.
Људи често пријављују честе нападе "бронхитиса" који захтевају терапију поновљеним курама антибиотика. Људи са бронхиектазијама могу имати лош задах због активне инфекције. Приликом прегледа, аускултацијом се могу чути крепитације и експираторни рхони.
Компликације бронхиектазије укључују озбиљна здравствена стања, као што су респираторна инсуфицијенција и ателектаза: колапс или затварање плућа. Респираторна инсуфицијенција настаје када недовољно кисеоника пређе из плућа у крв.
Ателектаза се јавља када се један или више сегмената плућа колабирају или се не надувају правилно. Остале плућне компликације укључују апсцес плућа и емпијем. Кардиоваскуларне компликације укључују хронично плућно срце, код којих долази до увећања и затајења десне стране срца као последица болести плућа.

## Терапија
Терапија бронхијектазија  заснива се на превенције егзацербација, лечењу основних узрока болести, агресивно лечење акутних егзацербација и контрола компликација.6
Примарни циљ терапије бронхиектазија је одржавање доброг општег стања пацијента и превенција и лечење запаљенских процеса. 
Пацијенте са бронхиектазијаме треба обучити да кашљају  у дренажном положају у јутарњим шасовима, нагнути преко ивице кревета Различите технике могу олакшавају елиминацију секрета, укључујући постуралну дренажу и перкусију грудног коша. 
Код тежих облика болести, важне су и вежбе дисања, санација упале синуса, вакцинација против грипа и пнеумокока и исхрана пацијената са доста течности, протеина и витамина.
Иако превентивна примена антибиотика не спречава погоршање болести,  некада је њихова примене неопходна. 
Акутне егзацербације се лече антибиотицима који ће покрити Х. инфлуензае, П. аеругиноса, М. цатаррхалис, С. ауреус и С. пнеумониае (нпр. ципрофлоксацин или левофлоксацин 7 до 14 дана). Азитромицин 500 мг 3 пута недељно (понедељак, среда и петак) показао се ефикасним код цистичне фиброзне бронхиектазије, али је остало нејасно да ли су макролиди ефикасни и у другим облицима болести. За пацијенти са цистичном фиброзом који имају хроничну колонизацију П.аеругиноса примењује се инхалација тобрамицина (28 дана/28 дана паузе) или инхалација Колистина (континуирано). 
Поред терапије антибиотицима, треба појачати и мере олакшања дренажа обилних гнојних секрета из бронхија.
Алергијска бронхопулмонална аспергилоза се лечи кортикостероидима и антимикотицима.
Пацијентима са недостатком имуноглобулина и онима са недостатком α1-антитрипсина дају се супституциона терапија.
Ако се јави масивна хемоптиза, која често потиче од хипертрофираних бронхија циркулацију, која се не може зауставити конзервативним третманом (одмор и антибиотици), терапијске опције су хируршка ресекција или ресекција бронхијалне артерије и емболизација. Ресекција може бити успешна ако је болест локализована, док је код широко распрострањене болести, пожељна  емболизација.
Код пацијената у терминалној фази болести, услед хроничне хипоксемије и кор плућне, пацијент може захтевати употребу дуготрајне терапије кисеоником. 
Ако ниједан други облик лечења није био успешан, коначно решење је трансплантација  плућа.

## Компликације
Тешке бронхиектазије могу довести до бројних озбиљних здравствених стања, од којих су нека наведена у дољој табели:
| Компликације                 | Карактеристике |
| ---------------------------- | --- |
| Респираторна инсуфицијенција | Респираторна инсуфицијенција у клиничким испитивањима обично укључује тахипнеу и патолошки налаз гасне анализе (хипоксемија, хиперкапнија или обе). Респираторни застој који узрокује измењен ментални статус због исхемије у мозгу резултат је неадекватне размене гасова у респираторном систему (артеријски кисеоник, угљен-диоксид или оба не могу да се одржавају на нормалним нивоима). Пад кисеоника који се преноси путем крви познат је као хипоксемија, пораст нивоа артеријског угљен-диоксида (хиперкапнија). Респираторна инсуфицијенција се класификује као тип 1 или тип 2, на основу постојања високог нивоа угљен-диоксида и може бити акутна или хронична. Дефиниција респираторне инсуфицијенције у клиничким испитивањима обично укључује тахипнеу и патолошки налаз гасне анализе (хипоксемија, хиперкапнија или обе). Респираторни застој узрокује измењен ментални статус због исхемије у мозгу. |
| Ателектаза                   | Ателектаза плућа представља стање код ког у одређеним деловим плућа не постоји ваздух, или су плућа издувана и колабирају. Ваздуха нема у алвеолама у којима се крв обогаћује кисеоником, а ослобађа угљен диоксида. Самим тим што у одредјеним деловима плућа нема ваздуха, она су искључена из нормане функције дисање. |
| Срчана инсуфицијенција       | Ако су бронхиектазије толико узнапредовале да захватају све делове дисајних путева, оне могу довести до срчане инсуфицијенције. Срчана инсуфицијенција представља слабост срчаног мишића који није у могућности да обезбеди одговарајући минутни волумен, односно довољно кисеоника за метаболичке потребе организма.Најчешћи симптоми срчане инсуфицијенције су отежано дисање, умор и оток у зглобовима, стопалима, ногама, стомаку. |